# Bonnie & Clyde (Loredana e Mozzik)
Bonnie & Clyde è un singolo della rapper kosovaro-svizzera Loredana e del rapper kosovaro Mozzik, pubblicato il 14 settembre 2018.

## Video musicale
Il video musicale è stato reso disponibile il 14 settembre 2018, in concomitanza con l'uscita del brano.

## Tracce
Testi di Loridana Zefi e Gramoz Aliu, musiche di Joshua Allery e Laurin Auth.
1. Bonnie & Clyde – 2:55

## Classifiche

### Classifiche settimanali
| Classifica (2018) | Posizione massima |
| ----------------- | ----------------- |
| Austria           | 3                 |
| Germania          | 3                 |
| Svizzera          | 2                 |

### Classifiche di fine anno
| Classifica (2018) | Posizione |
| ----------------- | --------- |
| Germania          | 80        |